# Richard H. Lehman
Richard Henry Lehman (ur. 20 lipca 1948 we Fresno) – amerykański polityk, członek Partii Demokratycznej.

## Działalność polityczna
Od 1976 zasiadał w Zgromadzeniu Stanowym Kalifornii. W okresie od 3 stycznia 1983 do 3 stycznia 1993 przez pięć kadencji był przedstawicielem 18. okręgu, a od 3 stycznia 1993 do 3 stycznia 1995 przez jedną kadencję był przedstawicielem 19. okręgu wyborczego w stanie Kalifornia w Izbie Reprezentantów Stanów Zjednoczonych.